# Ottla
Ottla is een van de muziekformaties van gitarist, componist en bandleader Bert Dockx.  
De band werd in 2018 opgericht, in het kader van het 25-jarig bestaan van concertorganisator Jazzlab. Het was oorspronkelijk een sextet, bestaande uit saxofonisten Frans Van Isacker en Thomas Jillings, drummers Yannick Dupont en Louis Evrard, bassist Nicolas Rombouts en Dockx zelf op gitaar. Initieel bedoeld als gelegenheidsproject, ontstond na de eerste Jazzlab-tournee, het idee het project te verlengen, meer op te treden en een album uit te brengen. 
In 2019 kwam het titelloze debuut van Ottla uit op Unday Records, met Koen Gisen als producer. De muziek op dit album is een mix van jazz, rock, experiment en improvisatie. De composities zijn grotendeels van de hand van Dockx, aangevuld met bewerkingen van composities van Thelonious Monk en Sun Ra. Het album werd goed onthaald door de Belgische pers en er volgden meer optredens, o.a. op toonaangevende jazz festivals als Gent Jazz en Jazz Middelheim. Begin 2021 besloot Dockx zich terug meer te concentreren op zijn andere instrumentale project Dans Dans, en werd het een tijdje stil rond Ottla.
In de zomer van datzelfde jaar vroeg acteur Josse De Pauw aan Bert Dockx om een door hem gebrachte monoloog (gebaseerd op een tekst van Eduardo Galeano) muzikaal te begeleiden, op het podium van de Bijloke in Gent. Dockx schreef hiervoor enkele nieuwe composities én bewerkte enkele oudere composities (van o.a. Ottla). Hij bracht voor de gelegenheid een kwartet samen, bestaande uit Louis Evrard en Thomas Jillings van Ottla en bassist Axel Gilain. Deze gesmaakte samenwerking gaf Dockx achteraf het idee om met dit nieuwe kwartet verder te gaan onder de naam Ottla. Enkele maanden later werd bassist Axel Gilain vervangen door Gerben Brys.
In de loop van 2022 en 2023 ontwikkelde dit nieuwe kwartet een repertoire, spelend in cafés en kleine zaaltjes in Antwerpen, Gent en Brussel. In 2024 bracht Ottla haar tweede album uit, wederom op Unday Records, dit keer geproducet door Bert Dockx zelf en opgenomen en gemixt door Peter Desmedt. De muziek is opnieuw een aparte mix van stijlen, met nu meer nadruk op groove, energetische rock en analoge electronica. Het album kreeg uitsluitend lovende recensies. In april draaide toonaangevend dj Gilles Peterson de track Jardin op zijn radio show op BBC Radio 6 Music.

## Discografie
- 2019: Ottla (album)
- 2023: Kroniek Van Het Vuur (live EP ft. Josse De Pauw)
- 2024: Vogel (album)

- International Standard Name Identifier: 0000 0004 8303 4643
- MusicBrainz: 66b7423a-2640-414b-9f47-65f35f587cfe